# Eleonora Francini
Eleonora Francini (Sesto Fiorentino, 14 luglio 1904 – Firenze, 14 febbraio 1984) è stata una botanica italiana.

## Biografia
Si laurea nel 1926 in Scienze Naturali presso l'Università degli Studi di Firenze e viene, inoltre influenzata da Alberto Chiarugi, maestro di botanica. Al 1930 risale un lavoro sull'apomissia nell'arbusto Ochna serrulata, cioè un processo di riproduzione asessuale presente in molte specie vegetali che porta a progenie geneticamente identiche alla pianta madre. L'Ochna serrulata è una pianta da giardino ornamentale della famiglia di Ochnaceae che è originaria del Sudafrica. È piantata nei giardini dell'Africa ed è una specie invasiva. 
Gli studi di Eleonora Francini Corti hanno riguardato anche il genere Cypripedium, genere di piante spermatofite monocotiledoni appartenente alle Orchidaceae, e il genere Paphiopedilum, nel quale si riscontrano variabilità cromosomica nello stesso individuo e gameti con corredi cromosomici diversi rispetto alle cellule madri. 
La sua monografia si incentra sulla vegetazione del laghetto di Sibolla (Ricerche sulla vegetazione dell'Etruria marittima, II), che comprende specie articoboreali e atlantiche; i lavori sulla vegetazione di Monte Ceceri si incentrano, invece, sul significato ecologico e fitogeografico di Periploca graeca L sul litorale toscano e sull'indigenato di Periploca graeca L dal punto di vista storico (Ricerche sulla vegetazione dell'Etruria marittima).
Dal 1932, insegna botanica presso l'Università di Pisa con un corso in Botanica farmaceutica. Nel 1939 insegna all'Università degli Studi di Bari, fino al 1961 e diventa prefetto dell'Orto di Botanica farmaceutica, insegnando anche genetica e fisiologia vegetale. 
Nel 1952, sposa Roberto Corti, docente di Agraria presso l'Università degli Studi di Firenze. 
Nel 1955 è eletta socio corrispondente dell'Accademia Nazionale dei Lincei e 16 anni più tardi socio nazionale. Inoltre, è membro della International Society of Plant Morphologists, dell'Accademia pugliese delle scienze, dell'Accademia toscana di scienze e lettere.
Dal 1961 fino al 1974 dirige l'Orto fiorentino, lasciando l'orto barese alla sua allieva Albina Messeri.

## Pubblicazioni
- Apomissia in Ochna serrulata Wolp, in Nuovo giornale di botanica italiana, 37, 1930, pp. 1-250
- Ricerche sulla vegetazione dell'Etruria marittima, II, La vegetazione del laghetto di Sibolla, ibid., XLIII [1936], pp. 62-130)
- Ricerche sulla vegetazione dell'Etruria marittima, IV, Ecologia e significato della Periploca graeca L. sul litorale toscano, ibid., pp. 167-198